# Hook (film)
Hook  este un film american fantastic de aventură din 1991 regizat de către Steven Spielberg după un scenariu de James V. Hart și Malia Scotch Marmo. Rolurile principale au fost interpretate de actorii Dustin Hoffman, Robin Williams, Julia Roberts și Bob Hoskins.

## Prezentare
Filmul este o continuare a romanului lui J. M. Barrie din 1911, Peter Pan și Wendy (Peter and Wendy), concentrându-se asupra unui adult Peter Pan care a uitat totul despre copilăria lui. În noua sa viață, el este cunoscut sub numele de Peter Banning, un avocat de succes, dar lipsit de imaginație și dependent de muncă, cu o soție (nepoata lui Wendy) și doi copii. Cu toate acestea, când căpitanul Hook, inamicul din trecutul său, îi răpește copiii, se întoarce în Țara de nicăieri pentru a-i salva. De-a lungul călătoriei, el își recapătă amintirile din trecut și devine o persoană mai bună.

## Distribuție
- Robin Williams ca Peter Banning / Peter Pan
- Dustin Hoffman ca Cpt. James Crochet
- Julia Roberts ca Clopoțica
- Bob Hoskins ca Smee
- Maggie Smith ca Wendy  în vârstă
- Gwyneth Paltrow ca Wendy tânără
- Caroline Goodall ca Moira Banning
- Charlie Korsmo ca Jack Banning
- Amber Scott ca Maggie Banning
- Laurel Cronin ca Liza
- Phil Collins ca inspector Good
- Arthur Malet ca «Tootles»
- Dante Basco ca Rufio, conducătorul copiilor pierduți
- Isaiah Robinson ca «Pockets»
- Jasen Fisher ca «Ace»
- Raushan Hammond ca «Thud Butt»
- James Madio ca «Don't Ask»
- Thomas Tulak ca «Too Small»
- Alex Zuckerman ca «Latchboy»
- Ahmad Stoner ca «No Nap»
- Glenn Close ca Lafrousse
- David Crosby ca un pirat
- Nick Tate ca Noodler
- Don S. Davis ca Dr. Fields
- Kelly Rowan ca mama lui Peter Pan